# Попла

Попла (тайск. ปลา, пла — «рыба») — по, 27-я буква тайского алфавита, обозначает глухой губно-губной взрывной согласный. Как инициаль относится к группе аксонклан ( средний класс ). Как финаль  относится к матре мекоп ( финаль «п» ). В лаосском алфавите соответствует букве попа (рыба).

## Ваййакон (грамматика)
- Пак ( ปาก ) — лаксананам для сетей, гамаков и свидетелей в суде.
- Пай — направительный послелог «В».